# هاروی آلتر
هاروی آلتر (انگلیسی: Harvey J. Alter؛ زادهٔ ۱۲ سپتامبر ۱۹۳۵) ویروس‌شناس اهل ایالات متحده آمریکا است. شهرت او به دلیل کشف ویروس هپاتیت سی است که به خاطر آن در سال ۲۰۲۰ به همراه چارلز رایس و مایکل هوتون برنده جایزه نوبل فیزیولوژی و پزشکی شد.
وی همچنین برندهٔ جوایزی همچون جایزه گاردینر و جایزه پژوهش پزشکی بالینی لسکر-دی‌بیکی شده‌است.